# جان فرانسوا بلتراميني
جان فرانسوا بلتراميني (بالفرنسية: Jean-François Beltramini)‏ (5 فبراير 1948-27 أغسطس 2014) كان لاعب كرة قدم فرنسي محترف لعب كمهاجم.

## مسيرته الكروية
لعب بلترامينى مع فرق ريمس ولافال وباريس من الدرجة الثانية، والذين لعب معهم لأول مرة في القسم الأول منذ 30 عامًا. ثم لعب في باريس سان جيرمان قبل أن يساعد أيضًا روان في الصعود إلى الدرجة الأولى في فرنسا في عام 1982. وقد استمر في تسجيل 54 هدفًا في الدوري للنادي.